# Festung Bohus

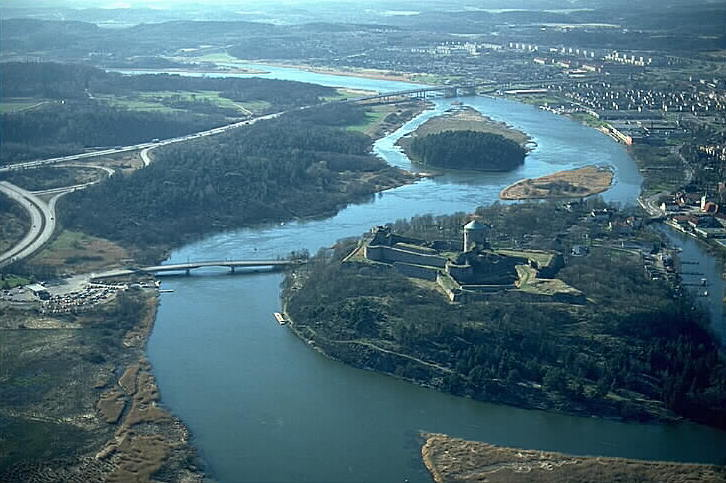
Festungsinsel Bohus

Die Festung Bohus (schwedisch Bohus fästning, ursprünglich Bagahus nach der Insel Bagaholm, auf der sie liegt, danach Bahus oder Båhus) ist die Ruine einer früheren Festung in der Stadt Kungälv (Königsfluss), 20 km nördlich von Göteborg. Sie liegt auf einem hohen Felsen über der Flussgabelung, an der sich der Göta älv und der Nordre älv trennen. Da der Göta älv bis zum Frieden von Roskilde 1658 die Grenze zwischen Schweden und Norwegen markierte, war die Festung als norwegische Grenzsicherung von erheblicher strategischer Bedeutung. Von der Festung Bohus leitet sich der Name der sie umgebenden Landschaft Bohuslän ab.

## Geschichte
Der Bau der Festung wurde 1308 durch den norwegischen König Håkon V. Magnusson begonnen, um die in der Nähe liegende Festung Ragnhildsholm zu bezwingen, die der schwedische Herzog Erik Magnusson in seiner Gewalt hatte. Das Haus, das am Anfang aus Holz war, wurde schnell einer der wichtigsten norwegischen Plätze für die Beherrschung des Grenzflusses Göta, und durch die Befestigung aus Stein auch eine der stärksten Befestigungen in ganz Skandinavien. Bagaholm – die Insel, auf der die Festung lag – war Gerichtsplatz für den Gerichtsbezirk Viken und der Bezirkshauptmann von Bohus regierte zuerst über den südlichen und später auch über den nördlichen Teil der Landschaft.

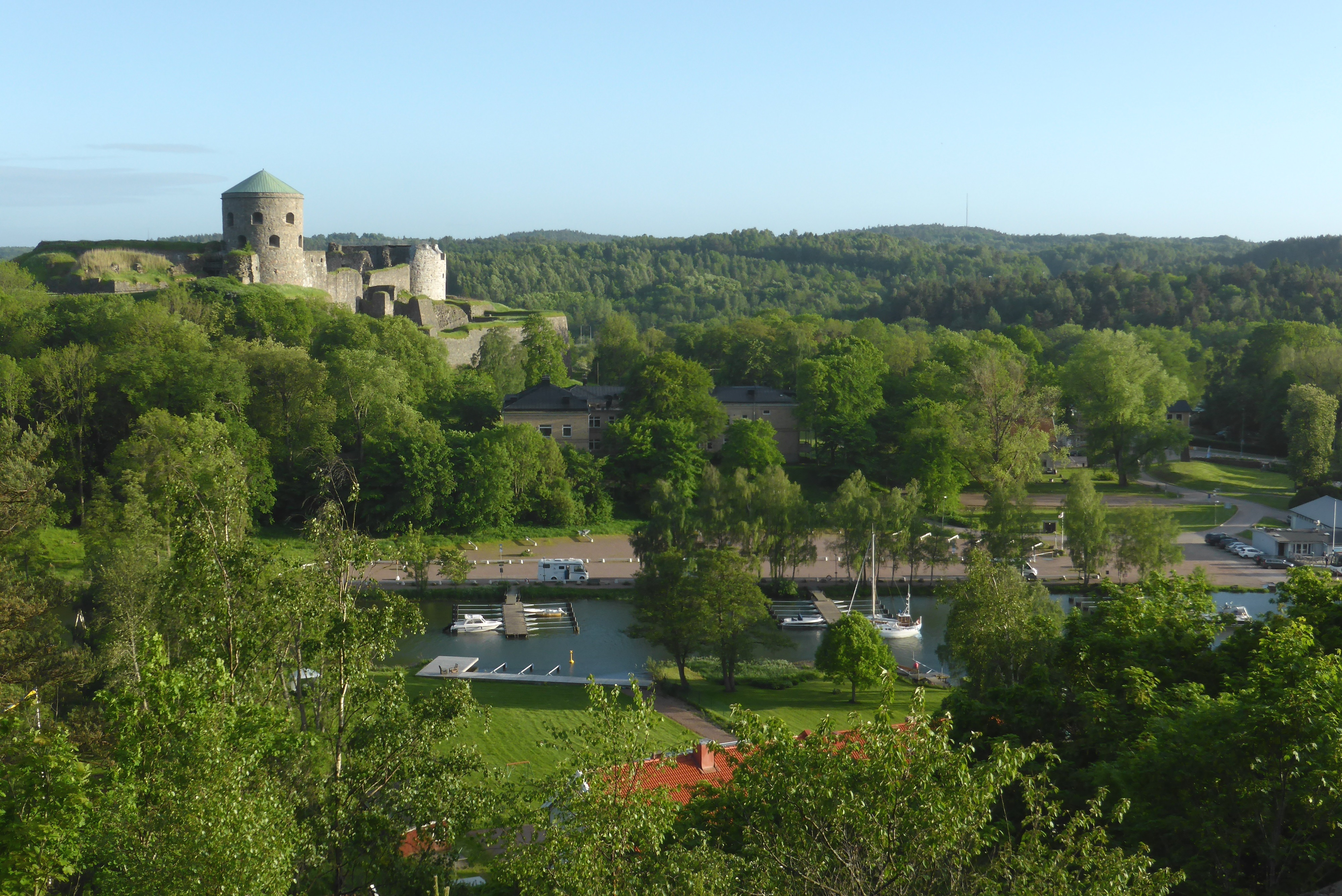
Festung Bohus

Bohus spielte eine bedeutende Rolle im Verhalten der beiden Grenzreiche zueinander, sowohl für das friedliche als auch das feindliche. Auf Bohus war 1333 der nordische Herrentag versammelt, der Magnus Eriksson mündig erklärte. Dort huldigte 1344 dessen Sohn Håkan dem norwegischen König und dort empfing 1388 Håkans Witwe Margarethe die Angebote der schwedischen Fürsten für die schwedische Krone. Im Jahr darauf begann dort die Gefangenschaft von König Albrecht. Auf Bohus sagte ein Teil der norwegischen Fürsten Karl Knutsson Bonde dem norwegischen König ab. 1455/56 war die Burg ein sicherer Zufluchtsort für Dänen und Norweger vor dem schwedischen Anführer Tord Bonde.
Die Festung wurde mehrfach belagert, aber nie eingenommen. Christian II. belagerte sie 1531, die Schweden umstellten sie im Dreikronenkrieg zwischen 1563 und 1570 insgesamt sechsmal. Im März 1566, als Nils Boije und Nils Sture vier Sturmangriffe führten, gelang es den Schweden den sog. Roten Turm zu nehmen, aber sie wurden mit ihm in die Luft gesprengt, als die Norweger den Pulvervorrat im Turm selbst in Brand steckten. Dieses Ereignis wird als Schwedenschlag (svensksmälla) oder Bohusischer Knall bezeichnet.

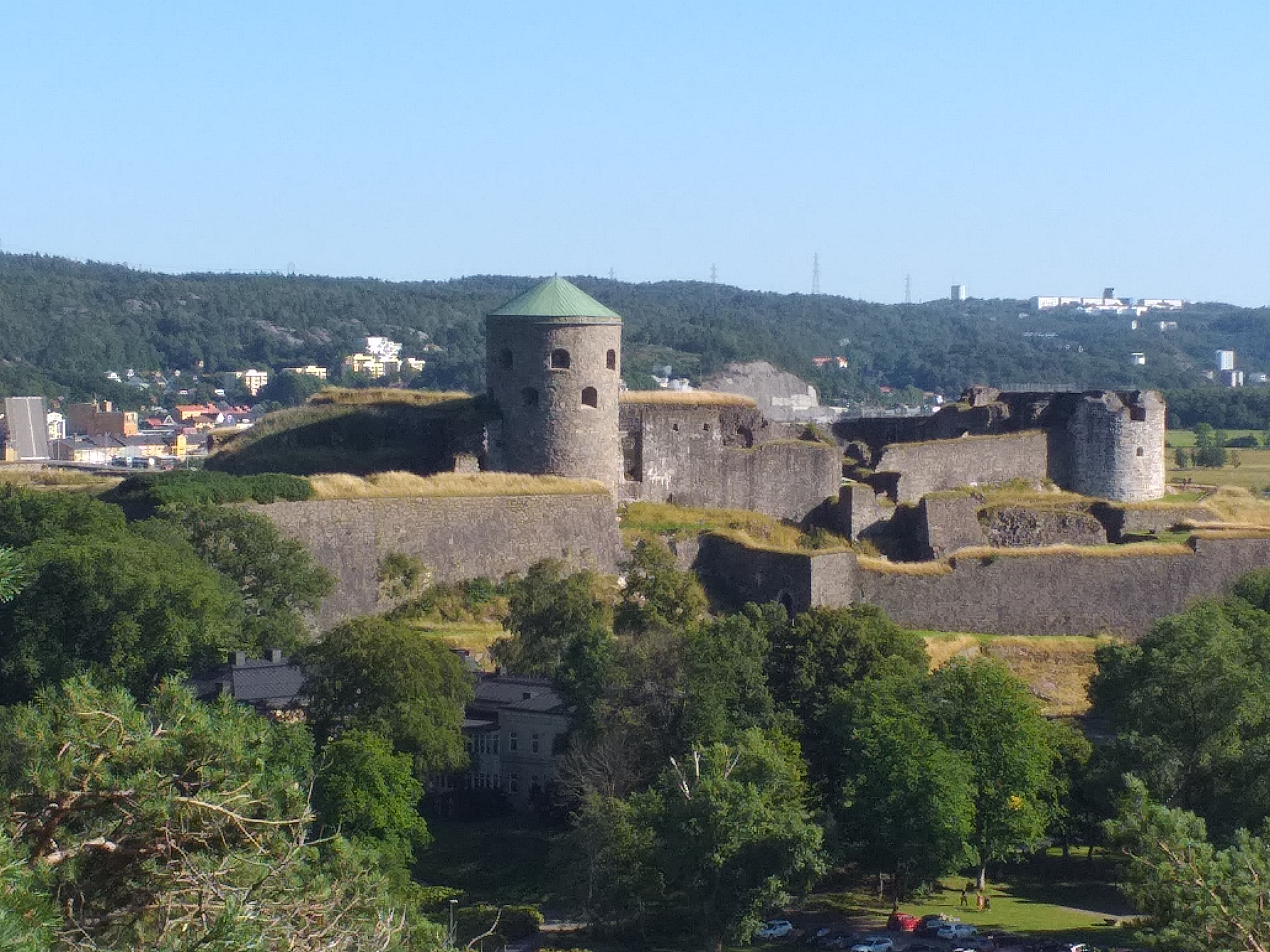
Die Festungsanlage

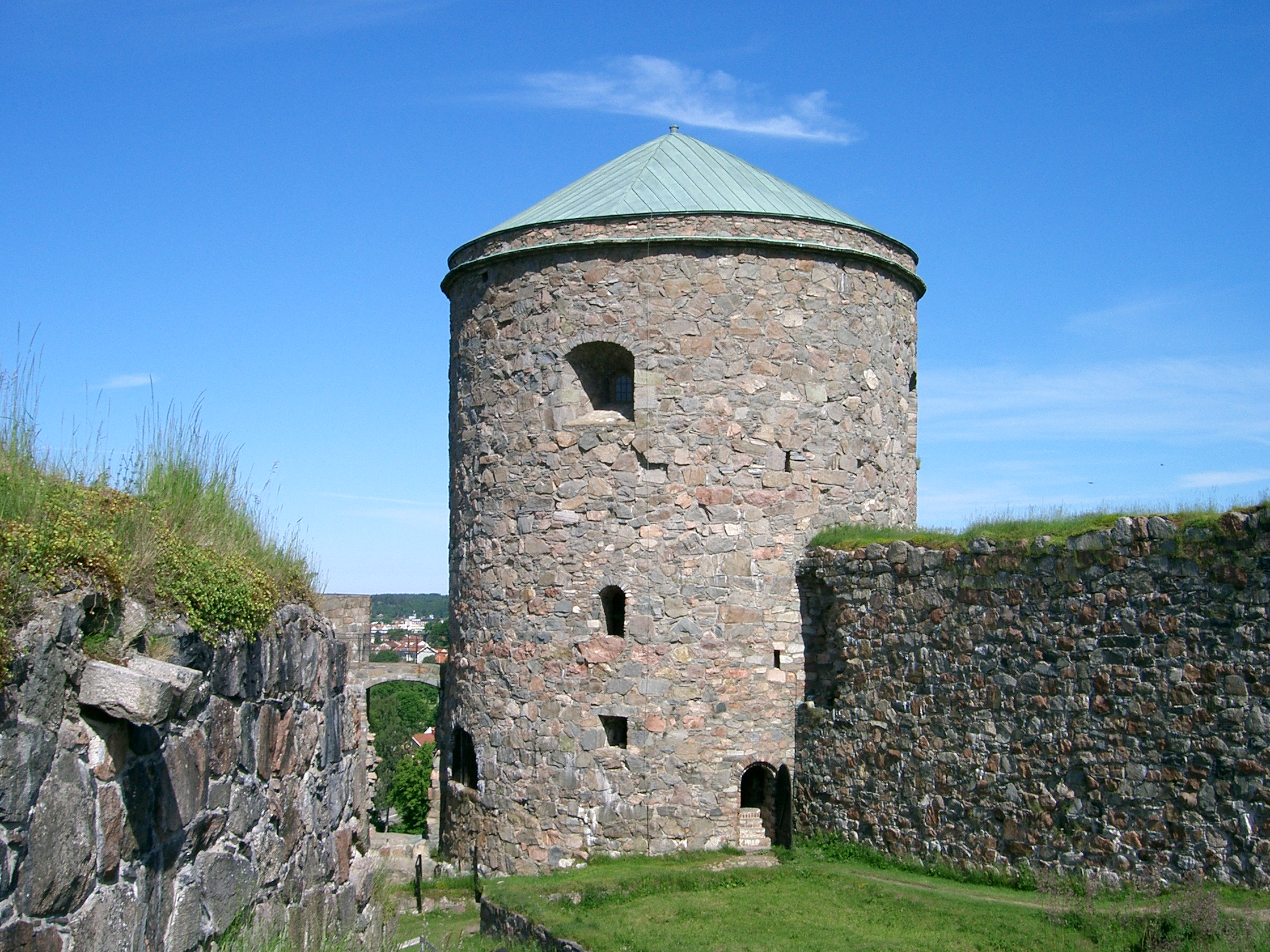
Fars Hatt, 2005

Nach dem Krieg wurde Bohus durch sternförmige Bastionen bis 1604 zu einer modernen Festung umgebaut. Weitere Umbauten erfolgten zwischen 1640 und 1660 durch Isaac von Gellkirck. 1645 beschossen die Schweden das Schloss während der sogenannten Hannibalsfehde. Der Hauptbau der Festung bildete zu dieser Zeit ein Viereck mit Türmen, von denen der nordwestliche (genannt Fars hatt, dt. Vaters Hut) vierkantig war, während die drei anderen (der südwestliche hieß Mors mössa, dt. Mutters Mütze) rund waren. In der Mitte der westlichen Seite lag der rote Turm, Röda tornet, in dem sich die Kapelle befand. Das Außenwerk bildete ein unregelmäßiges Siebeneck.
Nach dem Frieden von Roskilde gelangte Bohus in schwedischen Besitz, am 30. März 1658 konnte Karl X. Gustav in die Festung einziehen.
Während der Gyldenlöv-Fehde kam es zu einer letzten Belagerung, der schwersten von allen. Diese fast zwei Monate (25. Mai–22. Juli 1678) dauernde Belagerung durch 15.000 Norweger unter Ulrik Frederik Gyldenløve, führte dazu, dass sich die Festung hätte ergeben müssen, wenn nicht Gustaf Otto Stenbock ihr in letzter Minute zu Hilfe gekommen wäre. Das fast komplett zerstörte Schloss wurde wieder aufgebaut, der Fars hatt wurde in seiner heute bekannten runden Form neu aufgebaut.
Bohus war bis 1700 Residenz des Landesoberhauptes von Bohuslän. Seit es nicht mehr länger eine Grenzfestung war, hatte es allerdings viel von seiner militärischen Bedeutung verloren. Unter der Regierung Karls XII. wurde die Verwaltung Bohusläns nach Göteborg verlagert, die Kanonen wurden nach Sundsborg im Svinesund verbracht, das einen hohen Wert als Grenzposten gegen Norwegen hatte. Nach dem Tod Karls XII. erhielt Bohus allerdings seine Bestückung zurück.

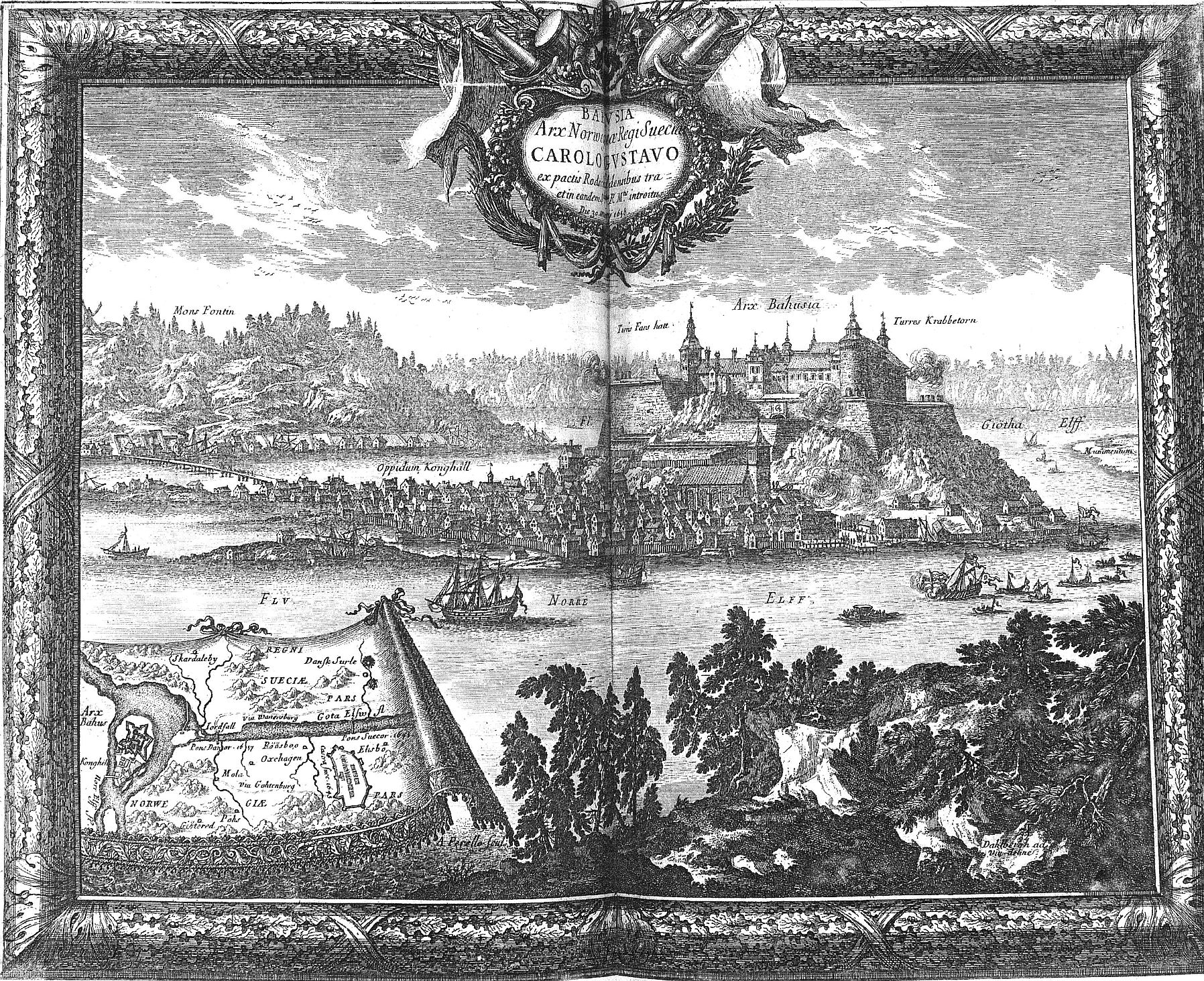
Die Festung Bohus 1658 nach der Eroberung durch Karl X. von Schweden

Grundriss und Lageplan der Festung

Danach wurde die Festung eine Zeit lang als Gefängnis genutzt. Ihr bekanntester Gefangener war der Pietist und Prediger Thomas Leopold, der unterschiedlich lange nacheinander insgesamt 42 Jahre, 32 auf Bohus, für seine angeblichen Irrlehren gefangen saß. Als Schweden 1789 in wirtschaftlichen Schwierigkeiten war, erhielten die Bürger von Kungälv das Recht, die Festung als Steinbruch zu nutzen; in dem Zusammenhang wurde beschlossen, die Festung abzureißen, lediglich der Turm Fars hatt wurde verschont. Die Abbrucharbeiten wurden 1796 verboten, aber schon im nächsten Jahr erhielten die Bürger von Kungälv wieder das Recht, sich Steine zu holen. Im 19. Jahrhundert versuchte man Fars hatt bis auf einen Rest abzubauen, bis Karl XIV. Johann im Jahre 1838 die weitere Zerstörung verbot. Ausführliche Ausgrabungs- und Konservierungsarbeiten erfolgten dann in den Jahren 1898–1904. Im Jahre 1934 begann die umfassende Restaurierung, und unter anderem errichtete man das Haupttor wieder. Die Restaurierung dauert bis heute an.
1935 wurde die Festung als Byggnadsminne unter staatlichen Schutz gestellt. Heute ist sie für die Allgemeinheit von April bis September geöffnet und eine populäre Sehenswürdigkeit während der Sommersaison. Unter anderen Dingen kann die Zelle von Thomas Leopold besucht werden. Im Juli gibt es seit ein paar Jahren ein Mittelalterfestival auf der Festung im Gedenken an das Dreikönigstreffen 1101.